# Сан Педрето (Пјаченца)
Сан Педрето је насеље у Италији у округу Пјаченца, региону Емилија-Ромања.
Према процени из 2011. у насељу је живело 160 становника. Насеље се налази на надморској висини од 39 м.